# Carrigtwohill
Carrigtwohill (irisch Carraig Thuathail) ist ein Vorort von Cork im County Cork im Südwesten der Republik Irland mit 5568 Einwohnern (Stand 2022).
Der Ort wurde 1234 erstmals als Karrectochell erwähnt; spätere Schreibweisen als Carrigtuoghill, Carrigtoghill, Carrigtwohill und Carrigtowil sind bekannt.
Er liegt östlich von Cork an der Eisenbahnlinie Richtung Midleton.